# Stefano Mancuso

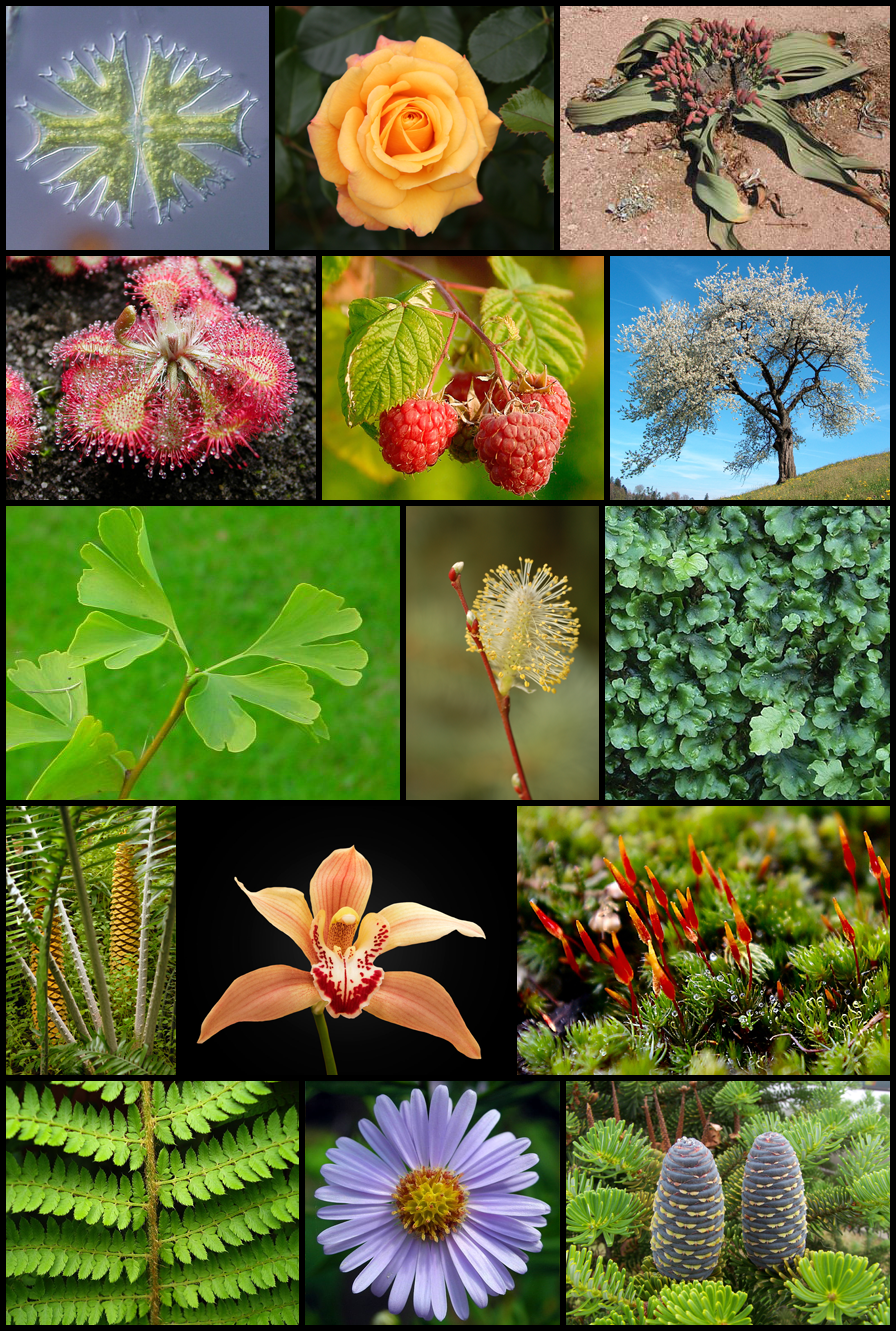
Pflanzenvielfalt

Stefano Mancuso (geboren am 9. Mai 1965 in Catanzaro) ist ein italienischer Biologe, Professor für Pflanzenkunde und Autor aus Kalabrien. Als Fachmann für Pflanzenneurobiologie setzt er sich für ein neues Miteinander zwischen Mensch und Pflanze ein, in dem auch Pflanzen Rechte zugestanden werden, um das dauerhafte Überleben aller zu sichern. In diesem Kontext schlägt er vor, die verbliebenen Urwälder als Menschheitserbe zu schützen.

## Leben
Stefano Mancuso arbeitet seit 2001 als Hochschullehrer (professore associato) an der Universität Florenz und ist Mitglied der Accademia dei Georgofili. Mancuso ist Gründungsmitglied der „International Society for Plant Signaling & Behavior“  und Direktor des 2015 gegründeten „Laboratorio Internazionale di Neurobiologia Vegetale“ (LINV, International Laboratory of Plant Neurobiology).

## Forschungsschwerpunkte
Er forscht auf dem Feld der Pflanzenneurobiologie und sorgt mit der, auch populärwissenschaftlichen, Veröffentlichung seiner Untersuchungsergebnisse für wissenschaftliche Kontroversen. Das Buch Die Intelligenz der Pflanzen war 2016 in Österreich ein Wissenschaftsbuch des Jahres. Unter den denkwürdigen Botanikern porträtierte er unter anderen George Washington Carver, Ephraim Wales Bull und Charles Harrison Blackley, wie auch die Naturforscher Charles Darwin und Gregor Johann Mendel.
In einem von Phoenix am 27. März 2020 ausgestrahlten Film von Thierry Berrod zeigt Mancuso, dass mit klassischer Musik beschallte Weinpflanzen höher und schneller wuchsen und weniger von Insekten befallen wurden.

## Neue Erkenntnisse zum Verhalten von Pflanzen

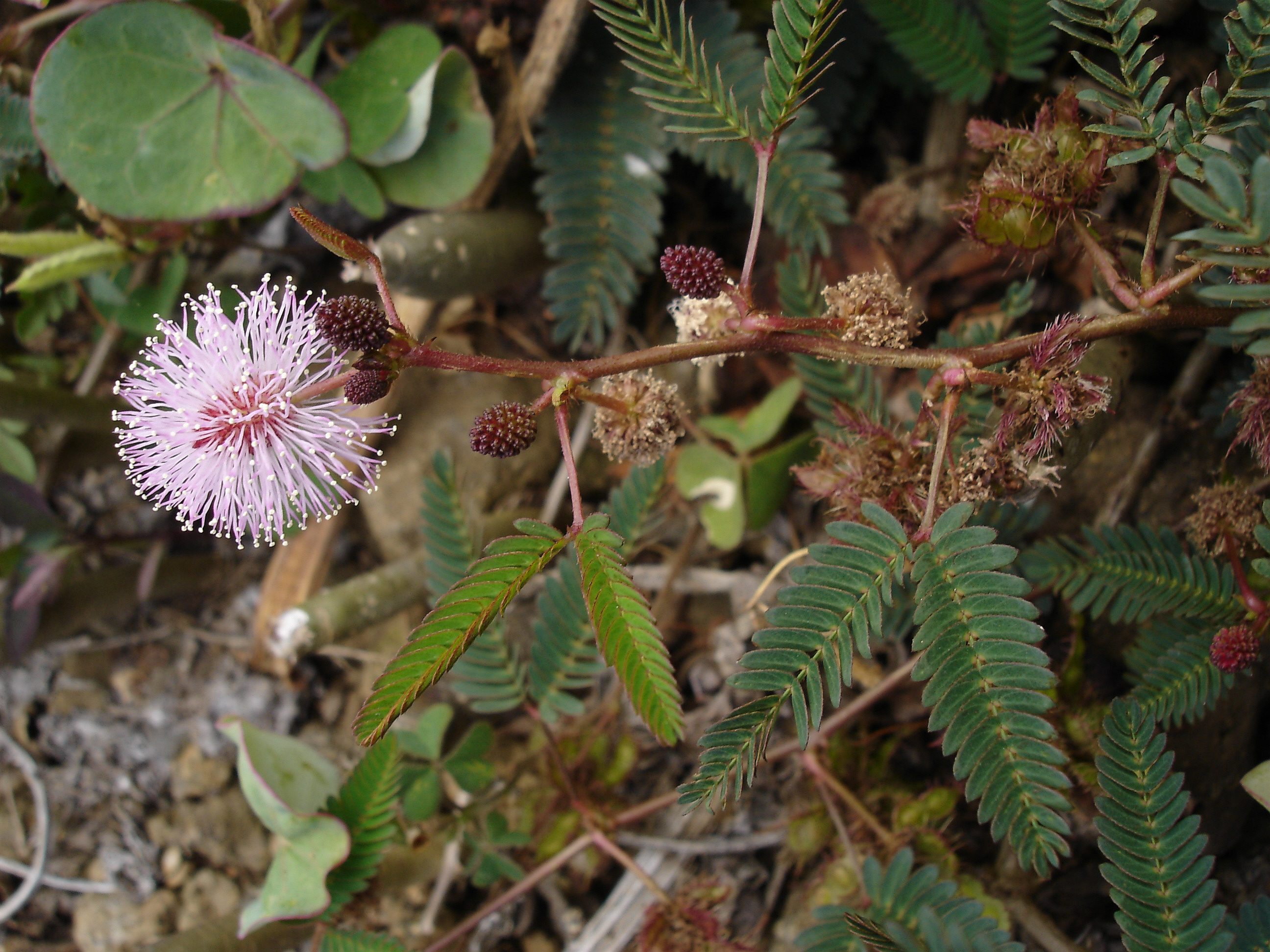
Blühende Mimosa pudica im entspannten Zustand

Durch Versuche wurde herausgefunden, dass Mimosen über ein gewisses Erinnerungsvermögen verfügen, bzw. lernen können, eine tatsächliche Gefahr von einer ungefährlichen Situation zu unterscheiden. In Experimenten wurden die Pflanzen einem, für sie gefahrlosen, freien Fall aus mehreren Metern Höhe ausgesetzt. Wie zu erwarten war, reagierte die Pflanze durch das Zusammenziehen ihrer Blätter auf die Erschütterung. Wiederholte man das Experiment mehrfach, reagierte die Pflanze nach vier oder fünf Versuchen nicht mehr, da sie registriert hatte, dass die Situation für sie ungefährlich war. Wurde dasselbe Experiment, mit der gleichen Pflanze, 40 Tage später wiederholt, so reagierte sie nicht durch das Zusammenziehen ihrer Blätter. Die Pflanze hatte registriert, dass der freie Fall nicht bedrohlich für sie war und diese Information abgespeichert. Im Vergleich dazu haben viele Insekten lediglich ein Erinnerungsvermögen von einem einzigen Tag.

## Politisches Engagement für Pflanzen
Mancuso prangert bereits seit 2015 das massive, vom Menschen verursachte, Artensterben im Pflanzenreich an. Mit der Veröffentlichung seines Werkes "Die Intelligenz der Pflanzen" begann er Rechte für Pflanzen zu fordern, die ihre wichtige Rolle im Ökosystem unseres Planeten widerspiegeln.
Da sie die Grundlage für alle anderen Formen des Lebens auf unserem Planeten bilden, sollten Pflanzen daher juristisch nicht länger als Sachen ohne eigene Rechte betrachtet werden. Im Gegensatz zum Menschen gefährden Pflanzen ihren eigenen Lebensraum nie selbst, sondern sichern die von ihnen genutzten Ökosysteme für sich selbst sowie alle anderen Lebensformen. Als Fürsprecher der Pflanzen stellt Mancuse fest, dass der Mensch viel von ihnen lernen könnte, wenn es um die nachhaltige Nutzung von Ressourcen geht. Ohne auf Hierarchien angewiesen zu sein, bilden Pflanzen Symbiosen und Gemeinschaften, tauschen Botenstoffe und Nährstoffe aus und kooperieren mit Pilzen, um Wasser und Nährstoffe aus dem Boden aufzunehmen.
Nicht nur Menschen und Tieren, auch Pflanzen sollten Rechte zugestanden werden, so Mancuso, denn ohne sie wäre unser Blauer Planet keine Grüne Insel. Auch um das Überleben unserer eigenen Spezies zu sichern, sollte die Menschheit eine rechtliche Grundlage zum Schutz der Pflanzen schaffen.

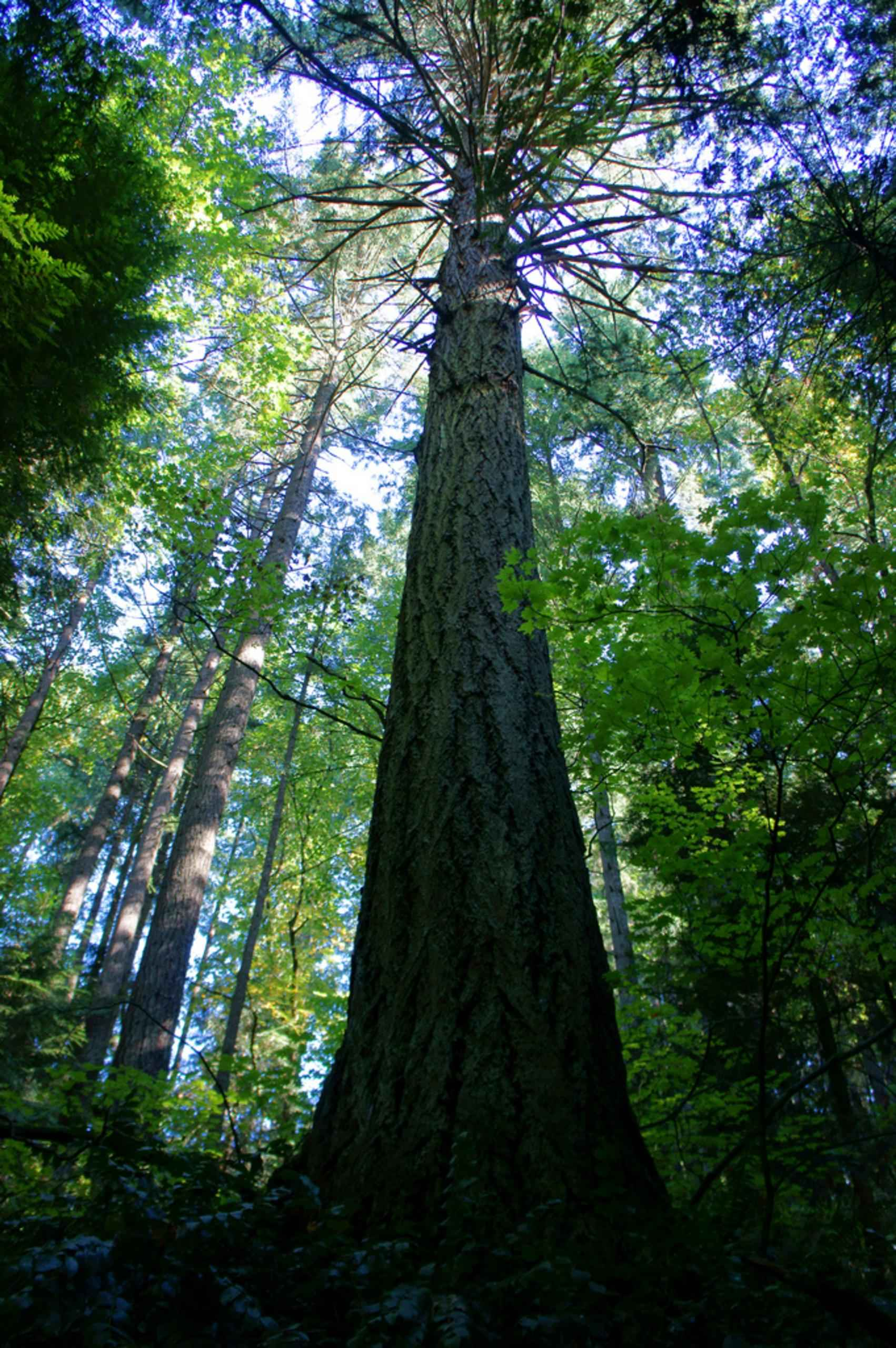
Douglasie in einem Primärwald

## Publikationen (Auswahl)
- Stefano Mancuso: Die Welt der Pflanzen und wie sie Geschichte machen. Klett-Cotta, Stuttgart 2023, ISBN 978-3-608-98076-9
- Stefano Mancuso: Die Pflanzen und ihre Rechte. Eine Charta zur Erhaltung unserer Natur. Klett-Cotta, Stuttgart 2021, ISBN 978-3-608-98322-7
- Stefano Mancuso: Die unglaubliche Reise der Pflanzen. Klett-Cotta, Stuttgart 2020, ISBN 978-3-608-98192-6
- Stefano Mancuso: Aus Liebe zu den Pflanzen : Geschichten von Entdeckern, die die Welt veränderten. Kunstmann, München 2017, ISBN 978-3-95614-170-6
  - mit Carlo Petrini: Die Wurzeln des guten Geschmacks : warum sich Köche und Bauern verbünden müssen. Kunstmann, München 2016, ISBN 978-3-95614-096-9
  - mit Alessandra Viola: Die Intelligenz der Pflanzen. Kunstmann, München 2015, ISBN 978-3-95614-030-3
- mit Alessandra Viola: Verde brillante. Giunti, Florenz 2015 (auf Italienisch), ISBN 978-8-80981-109-6.
- (Hrsg.): Measuring Roots : an updated approach. Springer, Heidelberg 2012 (auf Englisch), ISBN 978-3-642-22067-8[9]
- (Hrsg.): Waterlogging signalling and tolerance in plants. Springer, Heidelberg 2010 (auf Englisch), ISBN 978-3-642-10305-6
- mit František Baluška (Hrsg.): Signaling in Plants. Springer, Berlin 2009, ISBN 978-3-540-89227-4